# Enrique de Borja y Aragón

Stemma Borgia

Enrique de Borja y Aragón, o Enrico Borgia e Aragona (Gandia, 19 dicembre 1518 – Viterbo, 16 settembre 1540), è stato un cardinale e vescovo spagnolo.

## Biografia
Nacque a Gandia il 19 dicembre 1518, nipote di Giovanni Borgia, quindi bisnipote di papa Alessandro VI.
Vescovo di Squillace nel 1539. Papa Paolo III lo elevò al rango di cardinale nel concistoro del 19 dicembre 1539.
Morì il 16 settembre 1540.

## Ascendenza
|                                              |                                        |                                                                              | Genitori                                                |  |  | Nonni |  |  | Bisnonni                                      |  |  | Trisnonni               |  |
|                                              |                                        |                                                                              |                                                         |  |  |       |  |  | Papa Alessandro VI (Roderic Llançol de Borja) |  |  | Jofré Llançol y Escrivà |  |
|                                              |                                        |                                                                              |                                                         |  |  |       |  |  | Papa Alessandro VI (Roderic Llançol de Borja) |  |  | Jofré Llançol y Escrivà |  |
|                                              |                                        | Isabel de Borja y Cavanilles                                                 |                                                         |  |  |       |  |  | Papa Alessandro VI (Roderic Llançol de Borja) |  |  |                         |  |
| Juan de Borja y Cattanei, II duca di Gandia  |                                        |                                                                              |                                                         |  |  |       |  |  | Papa Alessandro VI (Roderic Llançol de Borja) |  |  |                         |  |
|                                              |                                        | Giovanna "Vannozza" Cattanei                                                 | Giacommo da Candia, signore dei Cattanei                |  |  |       |  |  |                                               |  |  |                         |  |
|                                              |                                        | Giovanna "Vannozza" Cattanei                                                 | Giacommo da Candia, signore dei Cattanei                |  |  |       |  |  |                                               |  |  |                         |  |
|                                              |                                        | Giovanna "Vannozza" Cattanei                                                 | Menica                                                  |  |  |       |  |  |                                               |  |  |                         |  |
| Juan de Borja y Enríquez, III duca di Gandia |                                        | Giovanna "Vannozza" Cattanei                                                 |                                                         |  |  |       |  |  |                                               |  |  |                         |  |
|                                              |                                        | Enrique Enríquez de Quiñones, signore di Villada, Villavicencio, Orce e Baza | Fadrique Enríquez de Mendoza, I conte di Melgar y Rueda |  |  |       |  |  |                                               |  |  |                         |  |
|                                              |                                        | Enrique Enríquez de Quiñones, signore di Villada, Villavicencio, Orce e Baza | Fadrique Enríquez de Mendoza, I conte di Melgar y Rueda |  |  |       |  |  |                                               |  |  |                         |  |
|                                              |                                        | Enrique Enríquez de Quiñones, signore di Villada, Villavicencio, Orce e Baza | Teresa Fernández de Quiñones y Toledo                   |  |  |       |  |  |                                               |  |  |                         |  |
| María Enríquez de Luna                       |                                        | Enrique Enríquez de Quiñones, signore di Villada, Villavicencio, Orce e Baza |                                                         |  |  |       |  |  |                                               |  |  |                         |  |
|                                              |                                        | María de Luna y Ayala                                                        | Pedro de Luna y Manuel, signore di Fuentiduenya         |  |  |       |  |  |                                               |  |  |                         |  |
|                                              |                                        | María de Luna y Ayala                                                        | Pedro de Luna y Manuel, signore di Fuentiduenya         |  |  |       |  |  |                                               |  |  |                         |  |
|                                              |                                        | María de Luna y Ayala                                                        | Elvira de Ayala y Herrera                               |  |  |       |  |  |                                               |  |  |                         |  |
| Enrique de Borja y Aragón                    |                                        | María de Luna y Ayala                                                        |                                                         |  |  |       |  |  |                                               |  |  |                         |  |
|                                              | Fernando II, re della Corona d'Aragona | Juan II, re della Corona d'Aragona                                           |                                                         |  |  |       |  |  |                                               |  |  |                         |  |
|                                              | Fernando II, re della Corona d'Aragona | Juan II, re della Corona d'Aragona                                           |                                                         |  |  |       |  |  |                                               |  |  |                         |  |
|                                              | Fernando II, re della Corona d'Aragona | Juana Enríquez y Fernández de Córdoba                                        |                                                         |  |  |       |  |  |                                               |  |  |                         |  |
| Alonso de Aragón y Ruiz                      | Fernando II, re della Corona d'Aragona |                                                                              |                                                         |  |  |       |  |  |                                               |  |  |                         |  |
|                                              |                                        | Aldonza Roig y Ivorra                                                        | Pedro Roig y Alemany                                    |  |  |       |  |  |                                               |  |  |                         |  |
|                                              |                                        | Aldonza Roig y Ivorra                                                        | Pedro Roig y Alemany                                    |  |  |       |  |  |                                               |  |  |                         |  |
|                                              |                                        | Aldonza Roig y Ivorra                                                        | Aldonza de Iborra                                       |  |  |       |  |  |                                               |  |  |                         |  |
| Juana de Aragón y Gurrea                     |                                        | Aldonza Roig y Ivorra                                                        |                                                         |  |  |       |  |  |                                               |  |  |                         |  |
|                                              |                                        | Juan de Gurrea, signore di Argavieso                                         | Miguel Martín Pérez de Gotor y Pomar                    |  |  |       |  |  |                                               |  |  |                         |  |
|                                              |                                        | Juan de Gurrea, signore di Argavieso                                         | Miguel Martín Pérez de Gotor y Pomar                    |  |  |       |  |  |                                               |  |  |                         |  |
|                                              |                                        | Juan de Gurrea, signore di Argavieso                                         | Blanca Flor de Gurrea                                   |  |  |       |  |  |                                               |  |  |                         |  |
| Ana de Gurrea, signora di Argavieso          |                                        | Juan de Gurrea, signore di Argavieso                                         |                                                         |  |  |       |  |  |                                               |  |  |                         |  |
|                                              |                                        | Catalina López de Gurrea                                                     | Lope de Gurrea                                          |  |  |       |  |  |                                               |  |  |                         |  |
|                                              |                                        | Catalina López de Gurrea                                                     | Lope de Gurrea                                          |  |  |       |  |  |                                               |  |  |                         |  |
|                                              |                                        | Catalina López de Gurrea                                                     | Teresa de Entenza                                       |  |  |       |  |  |                                               |  |  |                         |  |
|                                              |                                        | Catalina López de Gurrea                                                     |                                                         |  |  |       |  |  |                                               |  |  |                         |  |